# World RX de Barcelona 2019
El World RX de Barcelona 2019, oficialmente Cooper Tyres World RX of Catalunya fue la segunda prueba de la Temporada 2019 del Campeonato Mundial de Rallycross. Se celebró del 27 al 28 de abril de 2019 en el Circuito de Barcelona-Cataluña ubicado en Cataluña, España.
La prueba fue ganada por Timmy Hansen quien consiguió la sexta victoria de su carrera a bordo de su Peugeot 208, su hermano menor Kevin Hansen término en segundo lugar también a bordo de un Peugeot 208 y Andreas Bakkerud finalizó tercero con su Audi S1.
En el RX2 International Series, el campeón defensor Oliver Eriksson ganó la primera prueba de la temporada fue acompañado en el podio por el jamaiquino Fraser McConnel y el finlandés Jesse Kallio, todos ellos pertenecientes al equipo Olsbergs MSE.

## Supercar

### Series
| Pos.            | No. | Piloto              | Equipo                          | Auto                | Q1  | Q2  | Q3  | Q4  | Pts |
| --------------- | --- | ------------------- | ------------------------------- | ------------------- | --- | --- | --- | --- | --- |
| 1               | 21  | Timmy Hansen        | Team Hansen MJP                 | Peugeot 208         | 1º  | 1º  | 1º  | 1º  | 16  |
| 2               | 71  | Kevin Hansen        | Team Hansen MJP                 | Peugeot 208         | 2º  | 2º  | 5º  | 4º  | 15  |
| 3               | 68  | Niclas Grönholm     | GRX Taneco Team                 | Hyundai i20         | 6º  | 11º | 2º  | 2º  | 14  |
| 4               | 13  | Andreas Bakkerud    | Monster Energy RX Cartel        | Audi S1             | 5º  | 5º  | 4º  | 3º  | 13  |
| 5               | 7   | Timur Timerzyanov   | GRX Taneco Team                 | Hyundai i20         | 3º  | 3º  | 10º | 8º  | 12  |
| 6               | 6   | Jānis Baumanis      | Team STARD                      | Ford Fiesta         | 7º  | 8º  | 7º  | 6º  | 11  |
| 7               | 113 | Cyril Raymond       | GCK Academy                     | Renault Clio R.S.   | 8º  | 6º  | 13º | 7º  | 10  |
| 8               | 123 | Krisztián Szabó     | EKS Sport                       | Audi S1             | 9º  | 4º  | 8º  | 14º | 9   |
| 9               | 36  | Guerlain Chicherit  | GC Kompetition                  | Renault Mégane R.S. | 4º  | 12º | 9º  | 13º | 8   |
| 10              | 33  | Lian Doran          | Monster Energy RX Cartel        | Audi S1             | 10º | 13º | 6º  | 11º | 7   |
| 11              | 96  | Guillaume De Ridder | GCK Academy                     | Renault Clio R.S.   | 14º | 15º | 11º | 5º  | 6   |
| 12              | 44  | Timo Scheider       | All-Inkl.com Münnich Motorsport | SEAT Ibiza          | 11º | 7º  | 17º | 10º | 5   |
| 13              | 14  | Rokas Baciuška      | ES Motorsport-Labas GAS         | Škoda Fabia         | 12º | 9º  | 12º | 12º | 4   |
| 14              | 92  | Anton Marklund      | GC Kompetition                  | Renault Mégane R.S. | DNS | 10º | 3º  | 9º  | 3   |
| 15              | 41  | Christopher Hoy     | Christopher Hoy                 | Ford Fiesta         | 16º | 17º | 16º | 16º | 2   |
| 16              | 3   | Jani Paasonen       | Team STARD                      | Ford Fiesta         | 15º | 18º | 15º | DNF | 1   |
| 17              | 42  | Oliver Bennett      | Xite Racing                     | Mini Cooper         | DNF | 16º | DNF | 15º |     |
| 18              | 73  | Tamás Kárai         | Kárai Motorsport Egyesület      | Audi A1             | 13º | 14º | 14º | DSQ |     |
| NC              | 84  | Hervé Knapick       | "Knapick"                       | Citroën DS3         | DNF | DNS | DNS | DNS |     |
| Reporte Oficial |     |                     |                                 |                     |     |     |     |     |     |

### Semifinales
Semifinal 1
| Pos.            | No. | Piloto              | Equipo          | Tiempo    | Pts |
| --------------- | --- | ------------------- | --------------- | --------- | --- |
| 1               | 21  | Timmy Hansen        | Team Hansen MJP | 04:33.348 | 6   |
| 2               | 68  | Niclas Grönholm     | GRX Taneco Team | +2.138    | 5   |
| 3               | 113 | Cyril Raymond       | GCK Academy     | +4.854    | 4   |
| 4               | 7   | Timur Timerzyanov   | GRX Taneco Team | +5.720    | 3   |
| 5               | 36  | Guerlain Chicherit  | GC Kompetition  | +6.000    | 2   |
| 6               | 96  | Guillaume De Ridder | GCK Academy     | +6.492    | 1   |
| Reporte Oficial |     |                     |                 |           |     |

Semifinal 2
| Pos.            | No. | Piloto           | Equipo                          | Tiempo    | Pts |
| --------------- | --- | ---------------- | ------------------------------- | --------- | --- |
| 1               | 71  | Kevin Hansen     | Team Hansen MJP                 | 04:33.161 | 6   |
| 2               | 13  | Andreas Bakkerud | Monster Energy RX Cartel        | +2.525    | 5   |
| 3               | 6   | Jānis Baumanis   | Team STARD                      | +4.854    | 4   |
| 4               | 33  | Lian Doran       | Monster Energy RX Cartel        | +5.994    | 3   |
| 5               | 44  | Timo Scheider    | All-Inkl.com Münnich Motorsport | +6.363    | 2   |
| 6               | 123 | Krisztián Szabó  | EKS Sport                       | +12.805   | 1   |
| Reporte Oficial |     |                  |                                 |           |     |

### Final
| Pos.            | No. | Piloto           | Equipo                   | Tiempo    | Pts |
| --------------- | --- | ---------------- | ------------------------ | --------- | --- |
| 1               | 21  | Timmy Hansen     | Team Hansen MJP          | 04:31.584 | 8   |
| 2               | 71  | Kevin Hansen     | Team Hansen MJP          | +2.783    | 5   |
| 3               | 13  | Andreas Bakkerud | Monster Energy RX Cartel | +3.398    | 4   |
| 4               | 68  | Niclas Grönholm  | GRX Taneco Team          | +4.101    | 3   |
| 5               | 113 | Cyril Raymond    | GCK Academy              | +6.612    | 2   |
| 6               | 6   | Jānis Baumanis   | Team STARD               | +7.511    | 1   |
| Reporte Oficial |     |                  |                          |           |     |

## RX2 International Series

### Series
| Pos.            | No. | Piloto               | Equipo                     | Q1  | Q2  | Q3  | Q4  | Pts |
| --------------- | --- | -------------------- | -------------------------- | --- | --- | --- | --- | --- |
| 1               | 16  | Oliver Eriksson      | Olsbergs MSE               | 1º  | 1º  | 11º | 1º  | 16  |
| 2               | 35  | Fraser McConnel      | Olsbergs MSE               | 12º | 5º  | 1º  | 2º  | 15  |
| 3               | 47  | Jesse Kallio         | Olsbergs MSE               | 2º  | 2º  | 12º | 4º  | 14  |
| 4               | 55  | Vasiliy Gryazin      | Sport Racing Technologies  | 7º  | 4º  | 3º  | 5º  | 13  |
| 5               | 22  | Sami-Matti Trogen    | Set Promotion              | 13º | 6º  | 2º  | 7º  | 12  |
| 6               | 21  | Damien Meunier       | Damien Meunier             | 6º  | 8º  | 5º  | 9º  | 11  |
| 7               | 12  | Anders Michalak      | Anders Michalak            | 4º  | 11º | 4º  | 11º | 10  |
| 8               | 52  | Simon Olofsson       | Simon Olofsson             | 10º | 7º  | 9º  | 6º  | 9   |
| 9               | 6   | William Nilsson      | JC Raceteknik              | 5º  | 9º  | 7º  | 12º | 8   |
| 10              | 77  | Steven Volders       | National Renstal Trommelke | 9º  | 10º | 8º  | 8º  | 7   |
| 11              | 90  | Jimmie Walfridson    | JC Raceteknik              | 8º  | 12º | 6º  | 10º | 6   |
| 12              | 66  | Albert Llovera       | Albert Llovera             | 11º | 13º | 10º | 13º | 5   |
| 13              | 2   | Ben-Philip Gundersen | JC Raceteknik              | 3º  | 3º  | DSQ | 3º  | 4   |
| Reporte Oficial |     |                      |                            |     |     |     |     |     |

### Semifinales
Semifinal 1
| Pos.            | No. | Piloto            | Equipo          | Tiempo     | Pts |
| --------------- | --- | ----------------- | --------------- | ---------- | --- |
| 1               | 16  | Oliver Eriksson   | Olsbergs MSE    | 04:51.035  | 6   |
| 2               | 47  | Jesse Kallio      | Olsbergs MSE    | +1.042     | 5   |
| 3               | 22  | Sami-Matti Trogen | Set Promotion   | +4.050     | 4   |
| 4               | 12  | Anders Michalak   | Anders Michalak | +7.796     | 3   |
| 5               | 90  | Jimmie Walfridson | JC Raceteknik   | +1 Vuelta  | 2   |
| 6               | 6   | William Nilsson   | JC Raceteknik   | +5 Vueltas | 1   |
| Reporte Oficial |     |                   |                 |            |     |

Semifinal 2
| Pos.            | No. | Piloto          | Equipo                     | Tiempo    | Pts |
| --------------- | --- | --------------- | -------------------------- | --------- | --- |
| 1               | 35  | Fraser McConnel | Olsbergs MSE               | 04:51.956 | 6   |
| 2               | 55  | Vasiliy Gryazin | Sport Racing Technologies  | +3.852    | 5   |
| 3               | 21  | Damien Meunier  | Damien Meunier             | +8.230    | 4   |
| 4               | 77  | Steven Volders  | National Renstal Trommelke | +15.437   | 3   |
| 5               | 52  | Simon Olofsson  | Simon Olofsson             | +16.574   | 2   |
| 6               | 66  | Albert Llovera  | Albert Llovera             | +17.558   | 1   |
| Reporte Oficial |     |                 |                            |           |     |

### Final
| Pos.            | No. | Piloto            | Equipo                    | Tiempo    | Pts |
| --------------- | --- | ----------------- | ------------------------- | --------- | --- |
| 1               | 16  | Oliver Eriksson   | Olsbergs MSE              | 04:51.495 | 8   |
| 2               | 35  | Fraser McConnel   | Olsbergs MSE              | +3.040    | 5   |
| 3               | 47  | Jesse Kallio      | Olsbergs MSE              | +3.397    | 4   |
| 4               | 22  | Sami-Matti Trogen | Set Promotion             | +4.055    | 3   |
| 5               | 55  | Vasiliy Gryazin   | Sport Racing Technologies | +5.124    | 2   |
| 6               | 21  | Damien Meunier    | Damien Meunier            | +6.494    | 1   |
| Reporte Oficial |     |                   |                           |           |     |

## Campeonatos tras la prueba
| Pos | Piloto          | Pts | Dif |
| --- | --------------- | --- | --- |
| 1   | Kevin Hansen    | 56  |     |
| 2   | Niclas Grönholm | 48  | +8  |
| 3   | Timmy Hansen    | 38  | +18 |
| 4   | Jānis Baumanis  | 36  | +20 |
| 5   | Krisztián Szabó | 28  | +28 |

| Pos | Piloto            | Pts | Dif |
| --- | ----------------- | --- | --- |
| 1   | Oliver Eriksson   | 30  |     |
| 2   | Fraser McConnel   | 26  | +4  |
| 3   | Jesse Kallio      | 23  | +7  |
| 4   | Vasily Gryazin    | 20  | +10 |
| 5   | Sami-Matti Trogen | 19  | +11 |

- Nota: Solamente se incluyen las cinco posiciones principales.